# Eccellenza Calabria
La Eccellenza Calabria es una de las divisiones regionales que conforman la Eccellenza, la quinta categoría nacional, la cual la conforman los equipos de la región de Calabria.
Participan 16 equipos donde el campeón logra el ascenso a la Serie D y el segundo lugar clasifica a un playoff de ascenso, mientras que quien desciende va a la Promozione.

## Ediciones anteriores
- 1991–92: La Sportiva Cariatese
- 1992–93: Reggio Gallina
- 1993–94: Gioiese
- 1994–95: Crotone
- 1995–96: Cirò Krimisa
- 1996–97: Rende
- 1997–98: Nuova Vibonese
- 1998–99: Juventus Siderno
- 1999–2000: Nuova Acri
- 2000–01: Rossanese
- 2001–02: Rosarnese[n 1]
- 2002–03: Rende
- 2003–04: Nuova Rossanese
- 2004–05: Villese[n 2]
- 2005–06: Paolana
- 2006–07: Rosarno
- 2007–08: HinterReggio
- 2008–09: Sambiase
- 2009–10: Omega Bagaladi
- 2010–11: Acri
- 2011–12: Montalto Uffugo
- 2012–13: Gioiese
- 2013–14: Roccella
- 2014–15: Palmese
- 2015–16: Sersale
- 2016–17: Isola Capo Rizzuto
- 2017–18: Locri
- 2018–19: Corigliano